# Кониц
Ко́ниц (босн. Konjic, хорв. Konjic, серб. Коњиц) — город в Боснии и Герцеговине, в пределах Федерации Боснии и Герцеговины. Центр одноимённой общины, входящей в состав Герцеговино-Неретвенского кантона. Город расположен в северной Герцеговине, примерно в 50 км юго-западнее Сараево, в гористой, густо поросшей лесами местности, на высоте 268 м над уровнем моря. Муниципалитет Кониц простирается по обе стороны Неретвы. Город Кониц вмещает около трети общей численности населения одноимённого муниципального образования. Сейчас население общины Коница оценивается в 39 000 человек.

## История
Считается, что местность около города была заселена уже 4000 лет назад. Здесь были найдены поселения двухтысячелетней давности иллирийских племён, которые путешествовали вверх по течению реки Неретвы. Самое первое упоминание названия Кониц содержится в записях Дубровницкой республики (современный Дубровник в Хорватии) от 16 июня 1382. Город, ранее входивший в состав боснийского королевства, был впоследствии включён в Османскую империю, которая оставила свой след в виде многих мечетей и принесения исламской веры. Ещё позже город попал под власть Австро-Венгерской империи.
В период Второй мировой войны город вошёл в состав Независимого государства Хорватии, а после окончания войны оказался в Федеративной Народной Республике Югославия. Город значительно вырос и расцветал как оживлённый, многонациональный центр с хорошим транспортным сообщением (Кониц расположился на железнодорожной линии между Сараево и Адриатическим морем), с большим заводом боеприпасов и казармами югославской армии. Эти факторы стали одной из главных местных причин конфликта в 1990.

### Война в Боснии и Герцеговине
Во время Боснийской войны муниципалитет Кониц имел стратегическое значение, поскольку там пролегали важные каналы связи от Сараево до юга Боснии и Герцеговины. Во время осады Сараево маршрут через Кониц имел жизненно важное значение для войск боснийского правительства. Более того, в Конице находилось несколько стратегических объектов, в том числе завод оружия и боеприпасов, казармы ЮНА, резервный командный пункт ЮНА, центр телекоммуникации и связи, военные казармы и склады.
Хотя муниципалитет Кониц не входил в состав «сербских автономных областей», в марте 1992 «сербский муниципалитет Кониц» объявил себя сербской территорией. Сербская демократическая партия (СДП) в сотрудничестве с ЮНА также активно вооружала сербское население муниципалитета и проводила обучение военизированных подразделений и ополченцев. По словам доктора Эндрю Джеймса Гоу, эксперта-свидетеля со стороны обвинения, СДП раздала сербам в этом районе около 400 единиц оружия.
Кониц также был отнесён к тем районам, на которые претендовала ХДС в Боснии и Герцеговине, с целью создать «Хорватскую республику Герцег-Босна», несмотря на то, что хорваты там тоже не имели большинства населения (только четверть всего населения в 1991 году, поскольку муниципалитет был смешанным). К апрелю 1992 года в муниципалитете были созданы и вооружены подразделения хорватской армии, известные как HVO.
После международного признания независимого государства Боснии и Герцеговины и выхода представителей СДП из состава муниципальных собраний были сформированы Военные сборы, призванные взять ответственность за защиту муниципалитета. В период с 20 апреля и до начала мая 1992 боснийские правительственные войска захватили контроль над большей частью стратегических объектов муниципалитета и некоторым вооружением. Однако сербские силы контролировали основные точки доступа муниципалитета, успешно отрезая его от внешних источников. Из отдалённых районов муниципалитета начали прибывать боснийские беженцы, изгнанные сербами, тогда как сербские жители города бежали в контролируемые сербами сёла в соответствии с решением, принятым сербским руководством.
4 мая 1992 на город Кониц был обстрелян ЮНА и другими сербскими войсками со склонов Борашница и Кисера. Этот обстрел продолжался ежедневно в течение более трёх лет вплоть до подписания Дейтонского мирного соглашения. Город распирало от наплыва беженцев, остро не хватало жилья, продуктов питания и других предметов первой необходимости. Благотворительные организации безуспешно пытались обеспечить местное население достаточным питанием. Все пути сообщения и связи с остальными государства были отрезаны. Властям муниципалитета Коница требовалась разблокировка маршрутов в Сараево и Мостар. В результате Объединённым командованием был разработан план уничтожения сербов, которые удерживали села Брадина и Доне-Село.
Первой целью, на которую был направлен удар, стало село Доне-Село. 20 мая 1992 войска ТО Боснии и Герцеговины и HVO вошли в село. Населённое сербами село Брадина было обстреляно во второй половине дня и вечером 25 мая, а затем появились солдаты в камуфляже и чёрных униформах, стреляя из оружия и поджигая дома. Многие жители бежали, некоторые отступили к центру села. Тем не менее, за 27 и 28 мая войска ТО, HVO и полицейские МВД арестовали жителей села.
Для содержания пленных использовался бывший полевой лагерь ЮНА в Челебичи. Большинство пленных, которые были задержаны в период с апреля по декабрь 1992 года, были люди, захваченные во время и после военных действий в селах Брадина и Доне-Село и прилегающих к ним местностях. Под конец мая в лагерь Челебичи перевели несколько групп из разных мест. После того, как появилась информация, что некоторых сербских заключённых охранники лагеря били, пытали, некоторых убили, а двух женщин в лагере изнасиловали, тюрьму пришлось закрыть в декабре 1992 года.

## Этнический состав

### 1971
Всего 40 879 жителей:
- Славяне-мусульмане — 21 599 (52,83 %)
- Хорваты — 12 034 (29,43 %)
- Сербы — 6 669 (16,31 %)
- Югославы — 202 (0,49 %)
- Другие — 375 (0,94 %)

### 1991
По данным переписи 1991 г., муниципалитет Кониц насчитывал 43 878 жителей: 23 815 боснийцев (54,3 %), 11 513 хорватов (26,2 %), 6 620 сербов (15,1 %), а также 1 930 представителей других национальностей (4,4 %).

### 1997
По оценкам, в 1997 году было 32 000 жителей. 92,7 % боснийцев, 4,7 % хорватов, 2,4 % сербов и 0,2 % других.

### 2005
В 2005 году 92 % населения муниципалитета были этническими боснийцами.